# Stefan Franke
Stefan Franke (* 14. August 1946 in Ursprung, Sachsen) ist ein deutscher Jurist.

## Leben und Beruf
Nach Abschluss seines Jurastudiums mit dem zweiten Staatsexamen promovierte Franke 1978 zum Dr. iur. Eine erste Tätigkeit nahm er im Bayerischen Staatsministerium der Justiz auf. Zwischen 1982 und 1990 arbeitete er an verschiedenen Gerichten in Bayern als Staatsanwalt und Richter. Im Dezember 1993 wurde Franke als Staatssekretär in das sächsische Justizministerium berufen. Von August 2003 bis zum Eintritt in den Ruhestand im August 2011 amtierte er als Präsident des Oberlandesgerichts Nürnberg.
Im Juni 2008 wurde er durch den sächsischen Ministerpräsidenten Tillich als Staatssekretär in das Innenministerium berufen. Aus persönlichen Gründen zog Franke jedoch kurze Zeit später seine Zusage für den Posten zurück, so dass statt seiner am 24. Juni Michael Wilhelm zum Amtschef im Sächsischen Staatsministerium des Innern berufen wurde.

## Auszeichnungen
2011: Bayerischer Verdienstorden